# William Stanley (inventeur)
Pour les articles homonymes, voir William Stanley.
William Ford Robinson Stanley, né le 2 février 1829 à Londres et mort le 14 août 1909 à Londres, était un inventeur britannique qui a déposé 78 brevets au Royaume-Uni et aux États-Unis. Ingénieur, il a conçu des instruments de mathématiques et de dessin de précision, ainsi que des instruments d'arpentage et de télescopes. Architecte, il a aussi conçu la première école d'enseignement professionnel du Royaume-Uni, l'actuelle Harris Academy South Norwood.
Stanley a été membre de plusieurs organismes professionnels et des sociétés savantes comme la Royal Society of Arts, de la Royal Meteorological Society, la Royal Astronomical Society et la British Astronomical Association. Il avait également une réputation de philanthrope et à côté de ses activités principales, faisait de la peinture, de la musique et de la photographie.